# 惡童日記 (電影)
惡童日記（匈牙利語：A nagy füzet）是一套2013年的匈牙利劇情片，改編自法國小說惡童日記，由亚诺什·萨斯執導。此電影在第86屆奧斯卡金像獎代表匈牙利入選最佳外语片前九強。

## 外部連結
- 互联网电影数据库（IMDb）上《The Notebook》的资料（英文）